# Artur Steinwenter
Artur Steinwenter (* 17. Mai 1888 in Marburg an der Drau, Österreich-Ungarn; † 14. März 1959 in Graz) war ein österreichischer Rechtshistoriker.

## Leben
Artur Steinwenter, der Sohn des Gymnasialdirektors und Historikers Arthur Steinwenter (1850–1939), wuchs in Graz auf. Nach der Matura studierte er Rechtswissenschaften an der Universität Graz (bei Leopold Wenger, Gustav Hanausek und Ivo Pfaff), der er bis an sein Lebensende angehörte. Er wurde hier 1912 promoviert und 1914 habilitiert, 1918 zum außerordentlichen Professor für Römisches Recht ernannt, 1924 zum ordentlichen Professor für Römisches Recht. Zum 1. Oktober 1939 wurde seine Lehrverpflichtung auf das österreichische bürgerliche Recht ausgedehnt. Steinwenter war Mitglied der NSDAP.
Während seiner Amtszeit betätigte sich Steinwenter rege in der akademischen Selbstverwaltung: Er war dreimal (in den Jahren 1930/31, 1947/48 und 1949/50) Dekan der Juridischen Fakultät. 1935 wurde er zum korrespondierenden Mitglied (1943 zum wirklichen Mitglied) der Österreichischen Akademie der Wissenschaften gewählt, 1942 zum korrespondierenden Mitglied der Bayerischen Akademie der Wissenschaften. 1958 wurde er emeritiert, blieb jedoch bis zu seinem Tod (14. März 1959) in Forschung und Lehre aktiv. Er liegt auf dem St.-Leonhard-Friedhof begraben.
In seiner Forschungsarbeit beschäftigte sich Steinwenter mit dem römischen und griechischen Recht. Besondere Bedeutung haben seine Untersuchungen zur juristischen Papyrologie. Hervorzuheben ist sein Recht der koptischen Urkunden (1955).
Zu Steinwenters zahlreichen Schülern gehören Max Kaser, Hermann Baltl, Helmut Schnizer und sein Grazer Lehrstuhlnachfolger Gunter Wesener. Zu seinem siebzigsten Geburtstag wurde Steinwenter eine Festschrift gewidmet.

## Schriften (Auswahl)
- Beiträge zum öffentlichen Urkundenwesen der Römer. Moser, Graz 1915.
- Untersuchungen zu den koptischen Rechtsurkunden aus Oberägypten. Haessel, Leipzig 1920.
- Die Streitbeendigung durch Urteil, Schiedsspruch und Vergleich nach griechischem Rechte. Beck, München 1925 (Nachdr. mit einem Nachtrag, Beck, München 1971).
- Das Recht der koptischen Urkunden (= Handbuch der Altertumswissenschaften, X. Abt., 4. T., 2. Bd.). Beck, München 1955.
- Recht und Kultur. Böhlau, Graz 1958.